# Teh tarik
Le teh tarik (littéralement « thé tiré ») est un thé au lait chaud très répandu dans les restaurants, les échoppes de rue et les kopi tiam de Malaisie et de Singapour. Son nom dérive du processus consistant à verser (« tirer ») la boisson pendant la préparation. Le teh tarik est préparé à partir de thé noir et de lait condensé. La Malaisie le considère comme sa boisson nationale.

## Origine et valeur culturelle

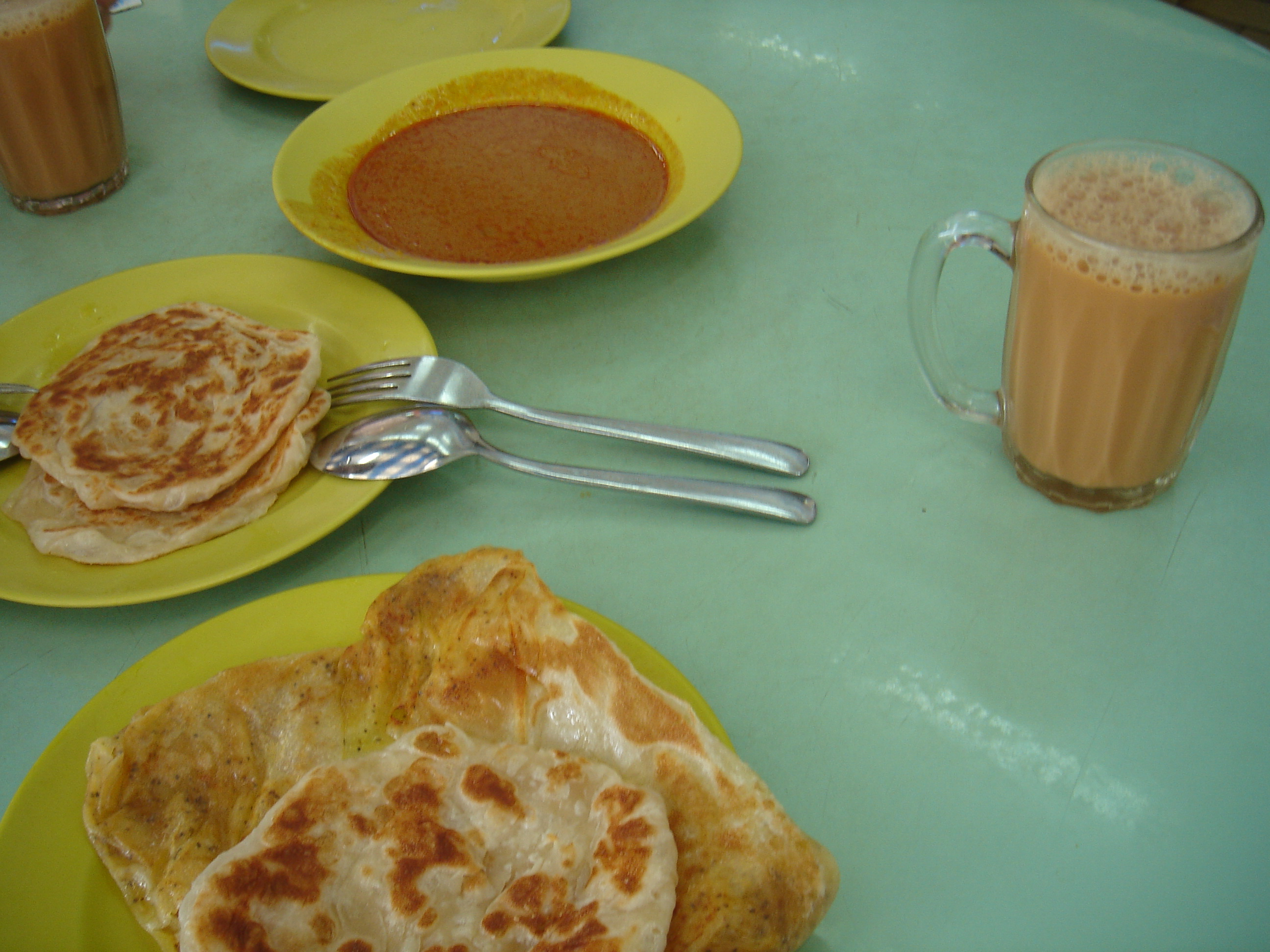
Le teh tarik se boit avec d'autres plats typiques

Les origines du teh tarik remontent aux immigrants indo-musulmans dans la péninsule malaise qui ont créé des étals de boissons à l'entrée des plantations de caoutchouc après la Seconde Guerre mondiale pour y servir les travailleurs. Depuis l'époque coloniale, le teh tarik était une boisson populaire de la cuisine indienne de Malaisie en Malaisie britannique et à Singapour.
Traditionnellement, le teh tarik était servi avec du roti canai qui est resté depuis un petit déjeuner populaire chez les Malaisiens.
La préparation du teh tarik est une occasion de démontrer son habileté. Il s'agit en effet d'être capable de laisser s'étendre un long flux de thé au-dessus des têtes des clients sans les mouiller. En Malaisie, il existe des occasions où les serveurs de teh tarik se rassemblent pour des compétitions et des spectacles pour montrer leurs compétences. Le teh tarik est reconnu, avec le nasi lemak, comme faisant partie du patrimoine alimentaire et de boissons de la Malaisie par le ministère du gouvernement malaisien.

## Préparation
Le mélange est versé à plusieurs reprises entre deux récipients à partir d'une certaine hauteur, ce qui donne une mousse épaisse. Ce processus refroidit le thé à une température de consommation optimale et aide à bien mélanger le thé avec le lait condensé. Cela contribue également à donner au thé une meilleure saveur. Ceci est souvent comparé à la décantation du café toddy pour en améliorer la saveur.
Le thé localement et régionalement utilisé pour le teh tarik n'est pas de la plus haute qualité. En dépit de l'arôme fort de la variété de Ceylan commune, le goût est plutôt âcre et généralement ne serait pas buvable sans un peu de crème ou de lait frais. Par conséquent, le lait concentré sucré ou le lait concentré non sucré est utilisé pour s'assurer que le goût du thé soit bien équilibré par la saveur crémeuse du lait.